# Вогелензанг
Вогелензанг (нід. Vogelenzang) — село в нідерландській провінції Північна Голландія. Входить до муніципалітету Блумендал.
Його площа становить 7,97 км², а населення станом на 2021 рік складало 2 235 осіб.

## Галерея

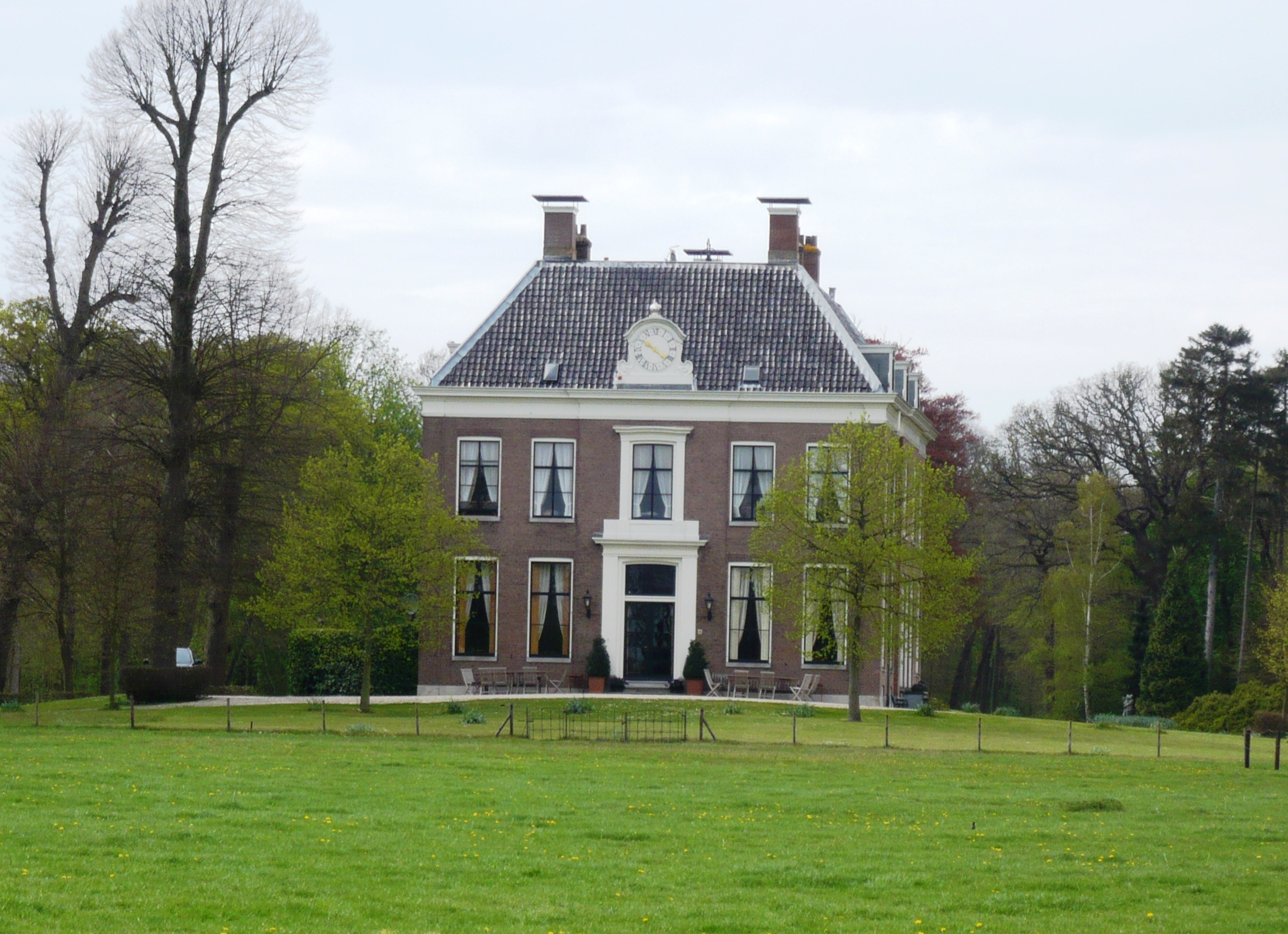
Маєток te Vogelenzang
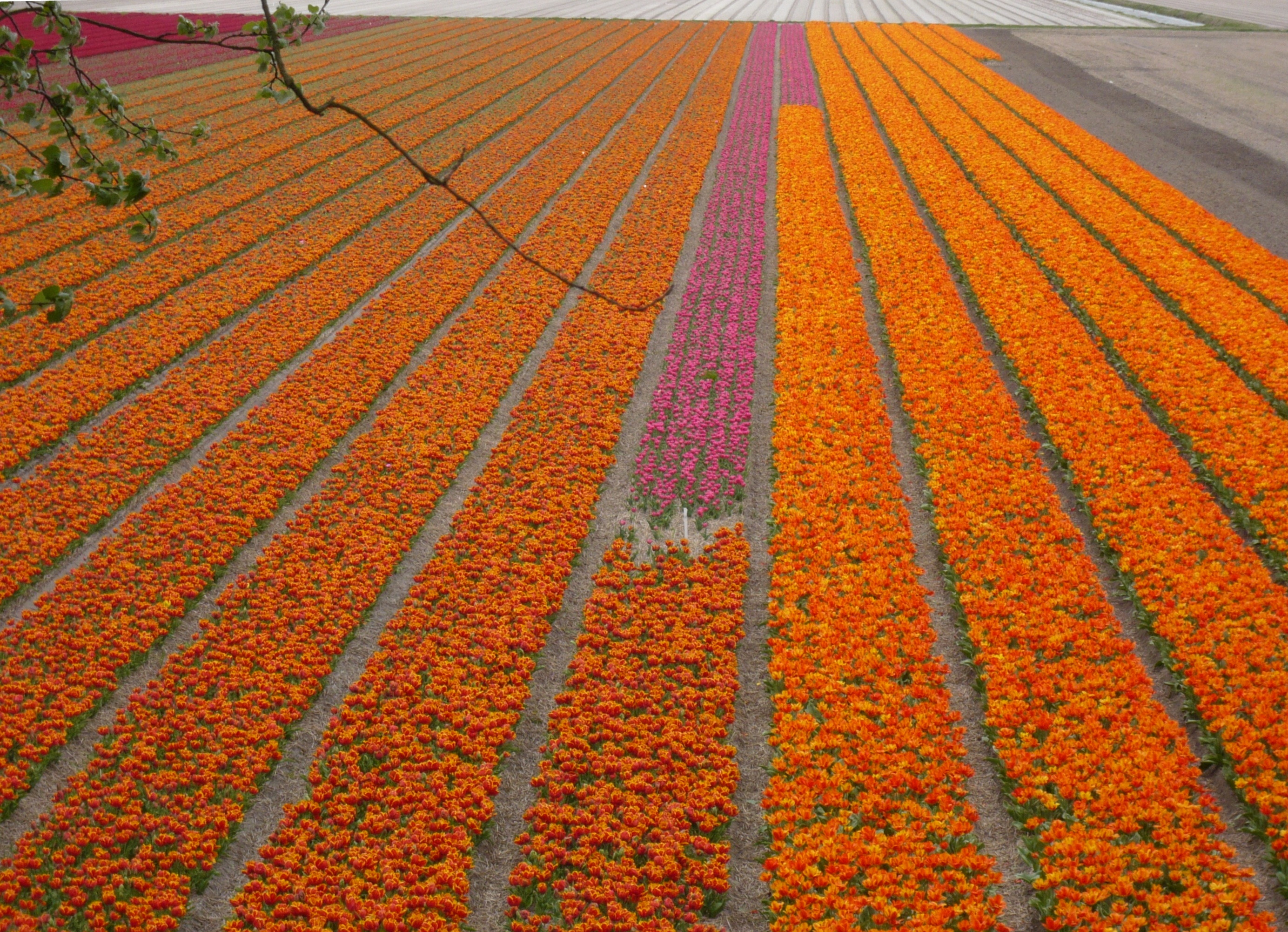
Тюльпани на полі поблизу Вогелензанга
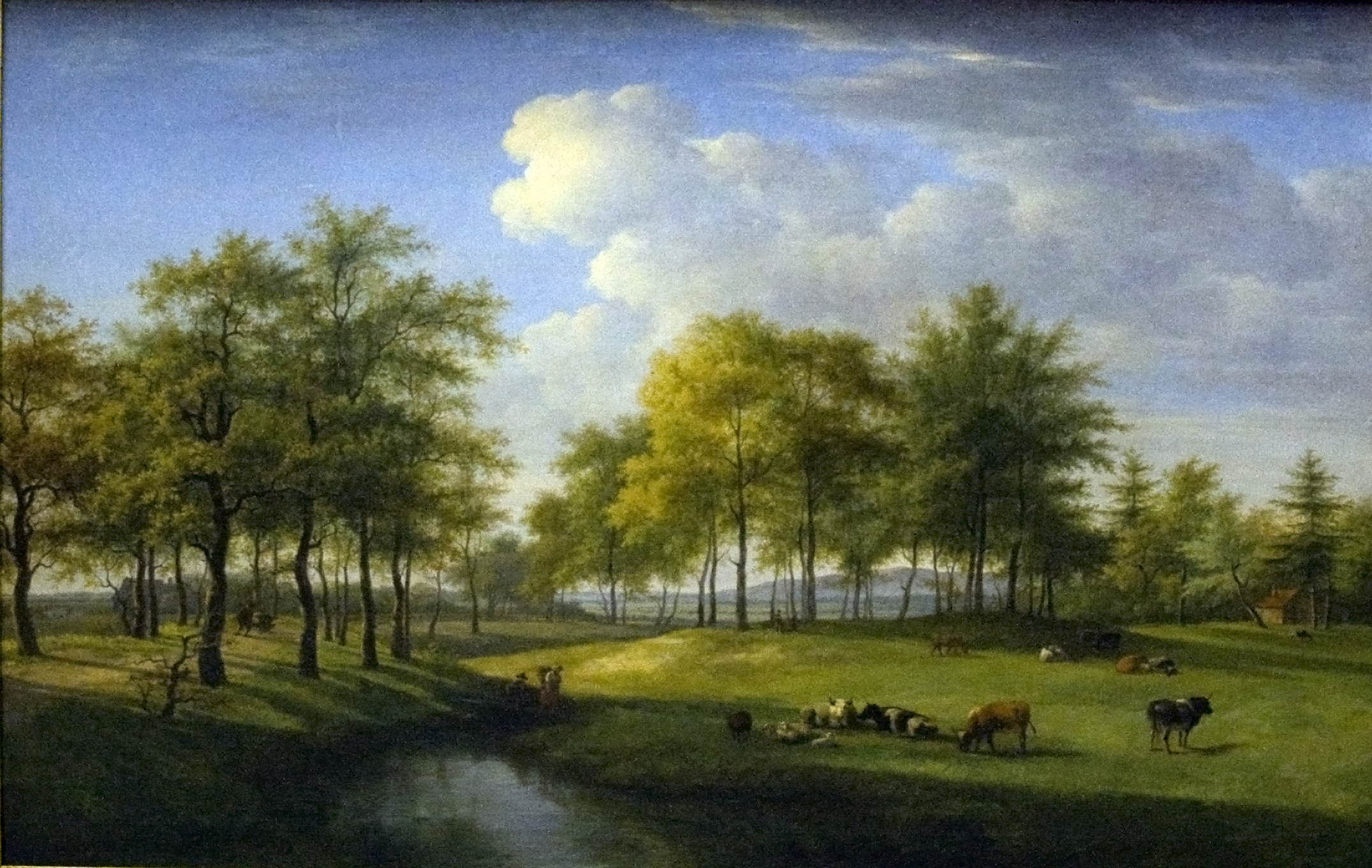
Пейзаж села (1824)
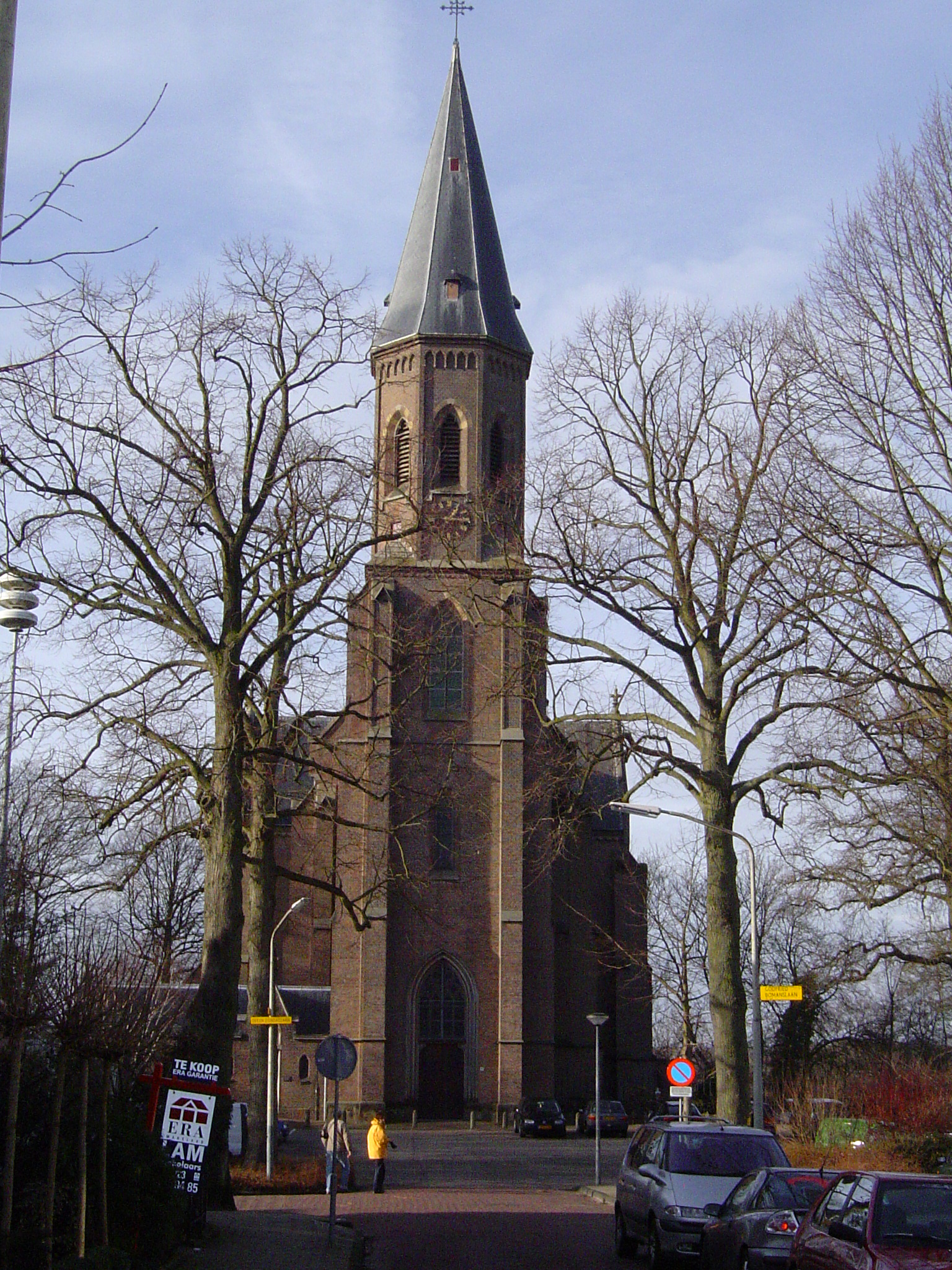
Католицька церква